# Białogrzybówka gipsowa

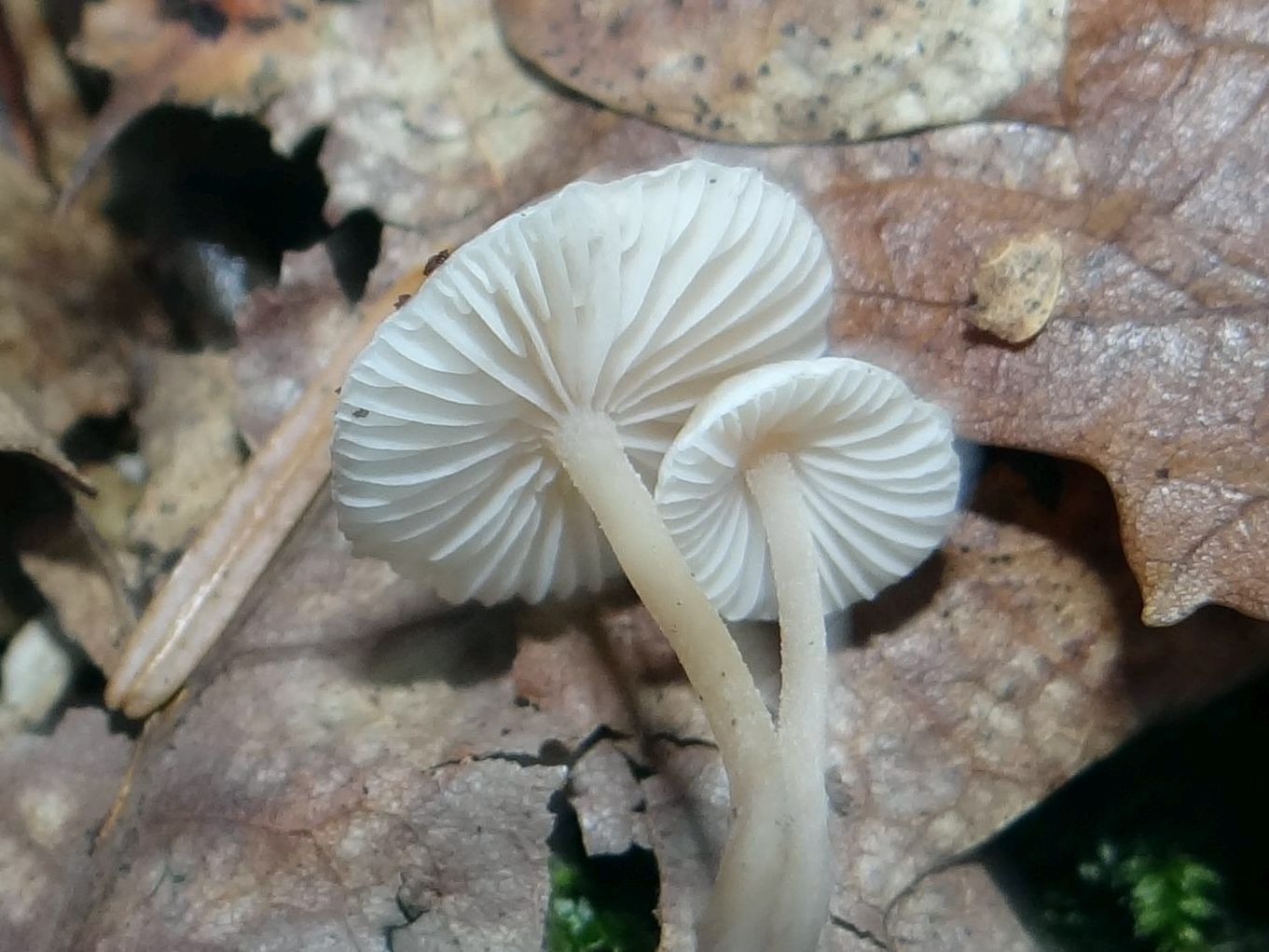

Białogrzybówka gipsowa (Hemimycena cucullata (Pers.) Singer) – gatunek grzybów z rodziny grzybówkowatych (Mycenaceae).

## Systematyka i nazewnictwo
Pozycja w klasyfikacji według Index Fungorum: Hemimycena, Mycenaceae, Agaricales, Agaricomycetidae, Agaricomycetes, Agaricomycotina, Basidiomycota, Fungi.
Po raz pierwszy takson ten zdiagnozował Christiaan Hendrik Persoon w 1801 r. jako Agaricus cucullatus, do rodzaju Hemimycena przeniósł go Rolf Singer w 1961 r.
Synonimy naukowe:

- Agaricus cucullatus Pers. 1801
- Agaricus gypseus Fr. 1838
- Helotium cucullatum (Pers.) Redhead 1982
- Hemimycena cucullata var. aureo-ochrascens E. Ludw. 2012
- Hemimycena cucullata (Pers.) Singer 1961 var. cucullata
- Hemimycena gypsea (Fr.) Singer 1943
- Marasmiellus gypseus (Fr.) Singer 1951
- Mycena cucullata (Pers.) Bon & Chevassut 1973
- Mycena cucullifera Romagn. 1992
- Mycena gypsea (Fr.) Quél. 1873
- Trogia gypsea (Fr.) Corner 1966[2].

Polską nazwę zaproponował Władysław Wojewoda w 2003 r.

## Morfologia
Kapelusz
Średnica 1–3 cm, kształt początkowo stożkowaty, później wypukły z tępym garbem. Brzeg lekko żłobkowany, powierzchnia naga, gładka o barwie śnieżnobiałej lub kremowobiałej, środek często z jasnożółtym odcieniem. Jest niehigrofaniczny.
Blaszki
Bardzo gęste i przyrośnięte do trzonu z ząbkiem, białe.
Trzon
Wysokość 2–5 cm, grubość 1 mm, kruchy, u nasady występują białe włoski grzybni. Powierzchnia gładka, lśniąca, tej samej barwy co kapelusz.
Miąższ
Cienki, kremowobiały. Ma łagodny smak i delikatnie ziołowy zapach.
Cechy mikroskopowe
Zarodniki wrzecionowate, o rozmiarach 3–11,7 × 4–5 μm, cienkościenne, hialinowe. Podstawki o rozmiarach 20–27 × 6–8 μm, 4-zarodnikowe, wąsko zgrubiałe. Cheilocystydy o rozmiarach 25–31 × 4–7 μm z tępym wierzchołkiem, bezbarwne i cienkościenne. Pleurocystyd i pilocystyd brak. Kaulocystydy o rozmiarach 26–30 × 5–6 μm, cylindryczne, o zmiennym wyglądzie. Strzępki w zewnętrznej warstwie owocnika proste, cylindryczne, bezbarwne, cienkościenne. Mają długość 20–40 μm i grubość 5,5–8 μm.

## Występowanie i siedlisko
Występuje głównie w Europie, poza tym kontynentem opisano występowanie tego gatunku tylko w Kamerunie w Afryce. W Europie Środkowej jest pospolity, W Polsce prawdopodobnie też. Nie jest znane dokładniej jego rozprzestrzenienie i częstość występowania, ale nie jest zagrożony, w literaturze mykologicznej podano wiele jego stanowisk.
Saprotrof. Rozwija się na świeżej ziemi w lasach liściastych, na składach drzewnych, na wysypiskach śmieci, w szklarniach. Rośnie wśród opadłych liści, gałązek, mchów, szczególnie w miejscach bogatych w substancje organiczne.

## Gatunki podobne
Jest w Polsce wiele gatunków białych białogrzybówek, ale wszystkie są mniejsze, o średnicy kapelusza poniżej 1,5 cm. Białogrzybówka gipsowa jest największa wśród wszystkich białogrzybówek występujących w Europie. Najbardziej do niej podobna jest białogrzybówka mleczna (Hemimycena lactea), lecz jest mniejsza, ma bardziej luźne blaszki i rośnie tylko na igliwiu.